# Adaeum capense
Adaeum capense is een hooiwagen uit de familie Triaenonychidae. De wetenschappelijke naam van Adaeum capense gaat terug op Roewer.